# Селище (Волосовський район)
Селище (рос. Селище) — присілок у Волосовському районі Ленінградської області Російської Федерації.
Населення становить 4 особи. Належить до муніципального утворення Рабитицьке сільське поселення.

## Історія
Від 1 серпня 1927 року належить до Ленінградської області.

## Населення
| 2007 | 2010 | 2017 |
| ---- | ---- | ---- |
| 1    | →1   | ↗4   |